# Hampton by Hilton
Hampton by Hilton, anciennement (et encore communément appelé) Hampton Inn ou Hampton Inn & Suites, est une chaîne hôtelière américaine détenue par Hilton Worldwide. La marque hôtelière Hampton est une chaîne d'hôtels à service basiques, à prix modérés, de gamme économique à moyenne, avec des installations de restauration et de boissons limitées. La plupart des hôtels Hampton sont détenus et exploités de manière indépendante par des franchisés, bien que quelques-uns soient gérés directement par Hilton. Hampton by Hilton est l'une des plus grandes franchises hôtelières des États-Unis,,. En mars 2024, la franchise Hampton comprend 3000 hôtels, répartis dans 40 pays et territoires.

## Histoire

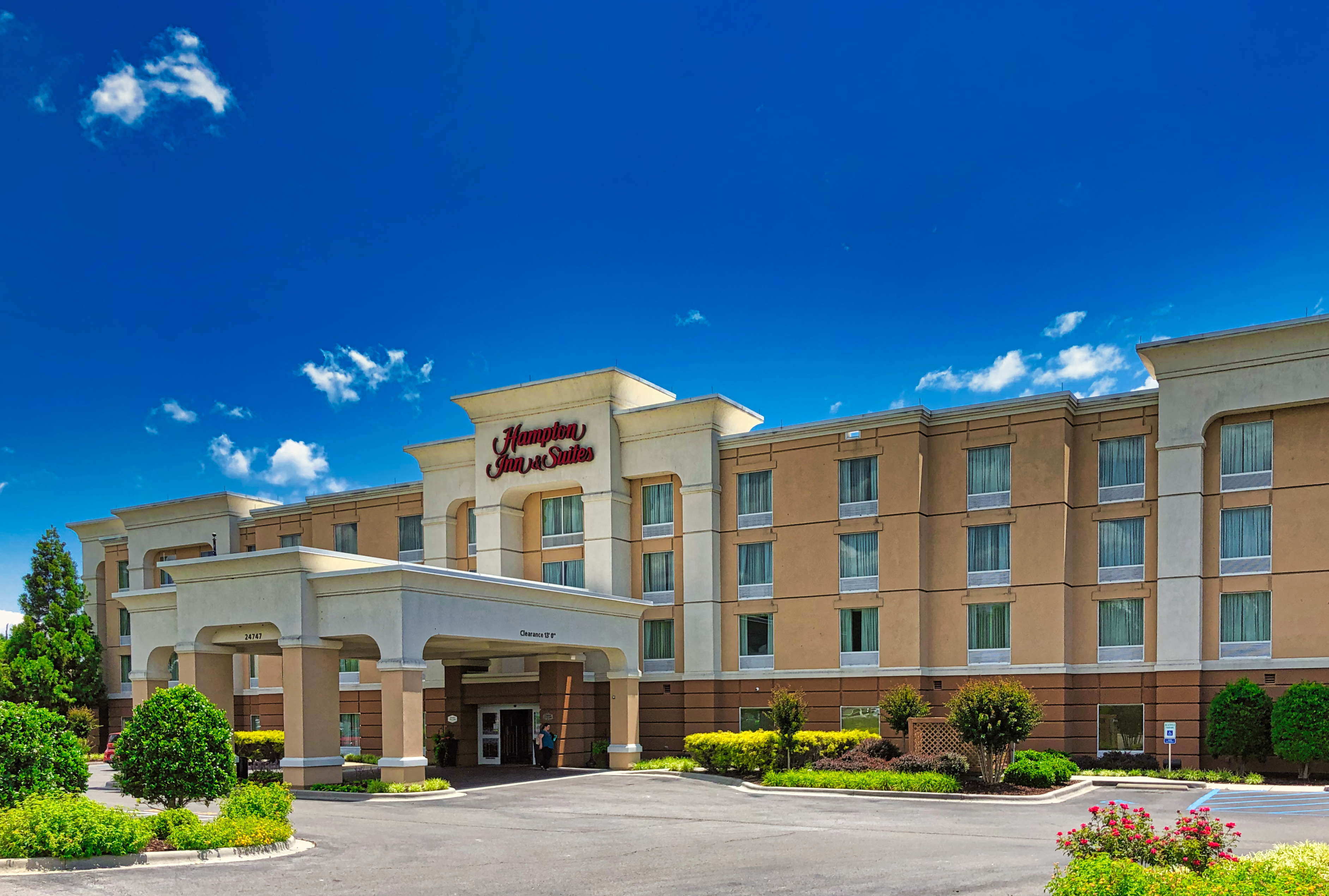
Hampton Inn & Suites à Scottsboro, en Alabama.

### Fondation et premières années
La chaîne hôtelière a été fondée par Holiday Corporation en 1984 sous le nom de Hampton Inn, un hôtel économique. Son premier hôtel était un bâtiment de deux étages avec entrée extérieure et 128 chambres situé à Memphis, dans le Tennessee. À la fin de l'année 1989, après quelques difficultés financières, Holiday Corporation s'est décidée à vendre ses hôtels phares Holiday Inn et créée la société de fonds Promus Hotel Corporation, qui comprenait Hampton Inn, Embassy Suites et Homewood Suites . Avec ce changement, Promus a réinvesti dans la marque Hampton Inn et a commencé sa transformation pour passer d'un hôtel économique à un hôtel à service limité de milieu de gamme pour concurrencer son ancienne marque récemment vendue. La chaîne hôtelière a été pionnière parmi les établissements de milieu de gamme en proposant un petit-déjeuner continental gratuit et en instaurant la première « garantie de satisfaction à 100 % » dans ce segment. En 1990, la chaîne Hampton Inn comprenait plus de 220 établissements avec plus de 27000 chambres. Hampton Inn and Suites a été lancé en 1995, proposant des chambres d'hôtel de style suite à deux pièces avec salon et cuisine.
Raymond E. Schultz est reconnu pour avoir créé la marque Hampton Inn. Son épouse, Erin Schultz, est reconnue pour avoir inspiré le nom de la marque.
En 1999, Promus Hotel Corporation a été rachetée par Hilton Worldwide pour 3,7 milliards de dollars.

### Développement depuis 2000

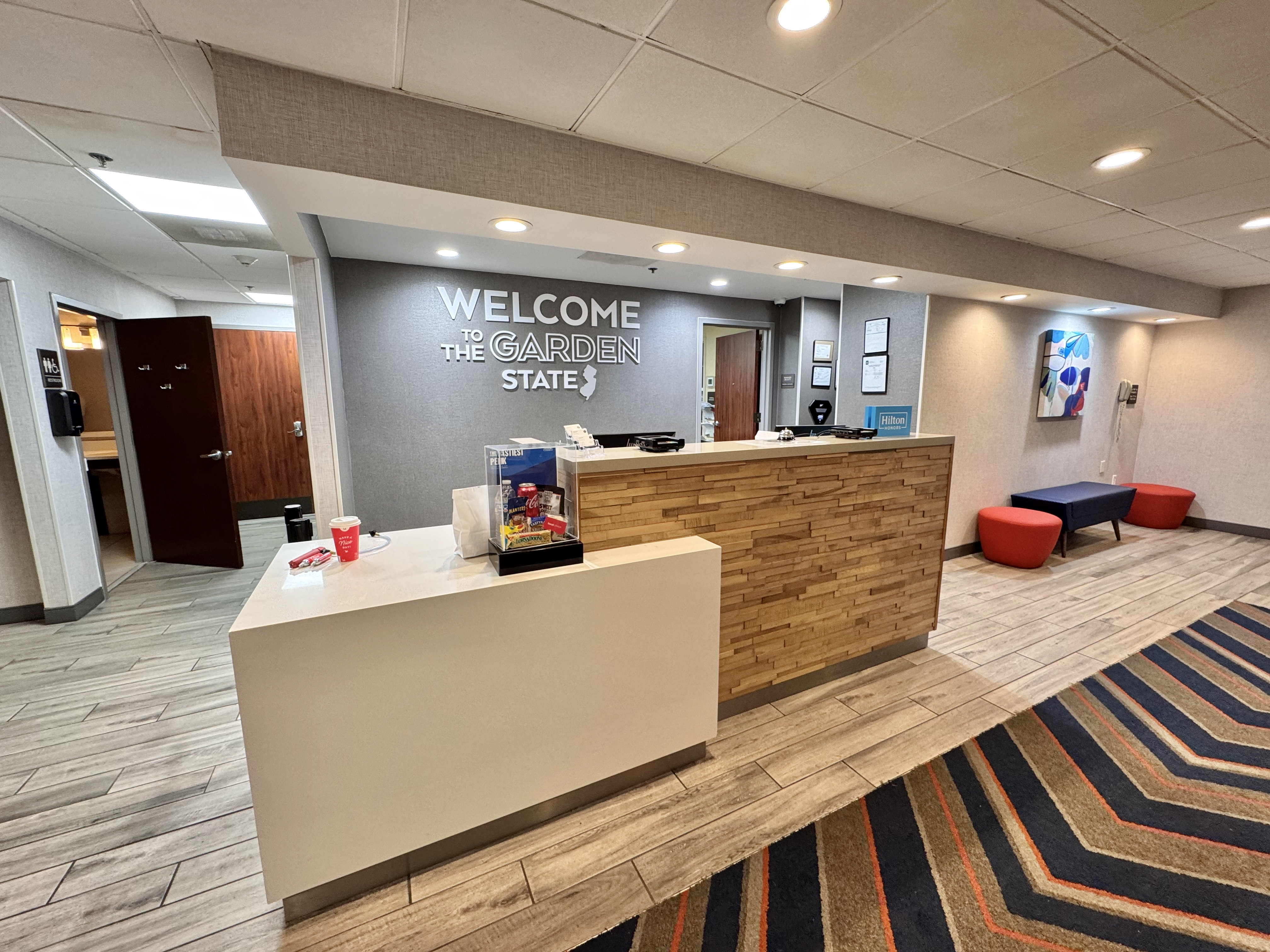
Le hall d'un hôtel Hampton Inn moderne.

En 2004, dans le cadre de l'initiative « Make it Hampton », Hampton a commencé à moderniser ses hôtels, notamment en produisant un réveille-matin doté d'une alarme facile à régler et d'une connexion pour lecteur MP3. D'autres changements apportés lors de la mise à niveau ont été le passage à la literie blanche, l'ajout de plats chauds aux options de petit-déjeuner continental et l'accès Internet haut débit gratuit dans les chambres. En 2012, dans le cadre de l'initiative « Perfect Mix », la marque a achevé la modernisation des halls de ses hôtels en ajoutant davantage d'espaces sociaux. Hampton a continué à rénover ses espaces avec une campagne lancée en 2013, destinée à une clientèle plus jeune, qui comprenait des mini-réfrigérateurs dans les chambres, de nouvelles tables de chevet avec l'accès à des prises électriques près des lits, des salles de bains neuves et des extérieurs rénovés. Hampton by Hilton a été classé parmi les 5 meilleurs du classement Entrepreneur 's Franchise 500 de 2010 à 2015.
En 2025, Hampton se situe dans le segment des hébergements économiques à haut de gamme, conçu pour concurrencer d'autres marques à service limité comme Courtyard by Marriott, Holiday Inn et Comfort Inn / Comfort Suites.
n 2020, trois établissements Hampton Inn ont été utilisés par le Département de la Sécurité intérieure des États-Unis pour héberger temporairement plus de 100 enfants réfugiés avant leur expulsion

## Emplacements

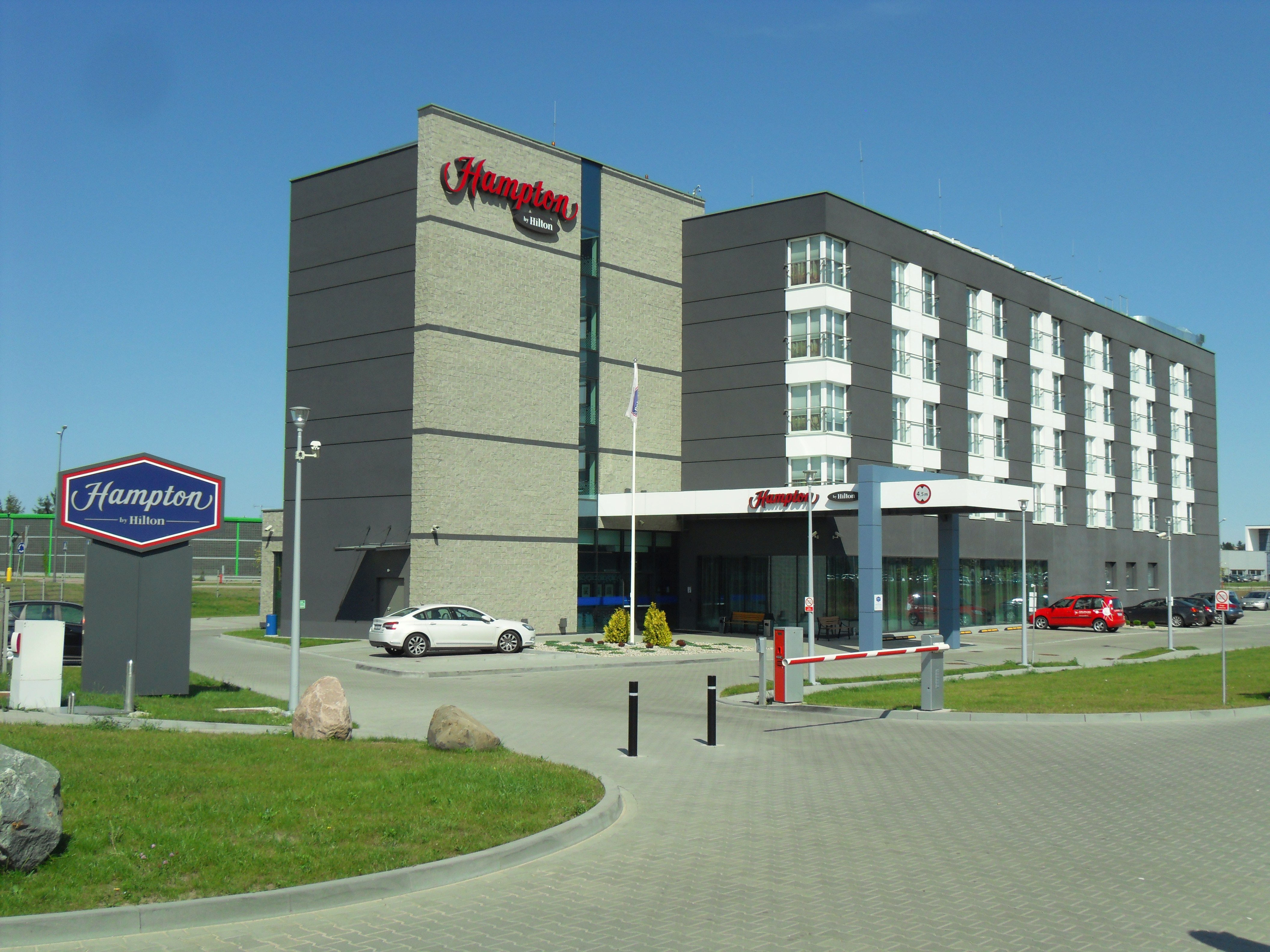
Hampton by Hilton à Gdańsk, en Pologne.

Hampton by Hilton compte 2 544 hôtels répartis dans 30 pays et territoires, totalisant 266 933 chambres. Parmi eux, 72 établissements (soit 10 061 chambres) sont exploités en gestion directe, tandis que 2 472 (soit 256 872 chambres) sont exploités en franchise,. Sur l’ensemble, 2 231 établissements sont situés aux États-Unis, avec un total de 220 174 chambres, dont 38 hôtels gérés directement (4 697 chambres) et 2 193 franchisés (215 477 chambres). La première implantation internationale de la marque a ouvert ses portes à Niagara Falls, en Ontario, en 1993.

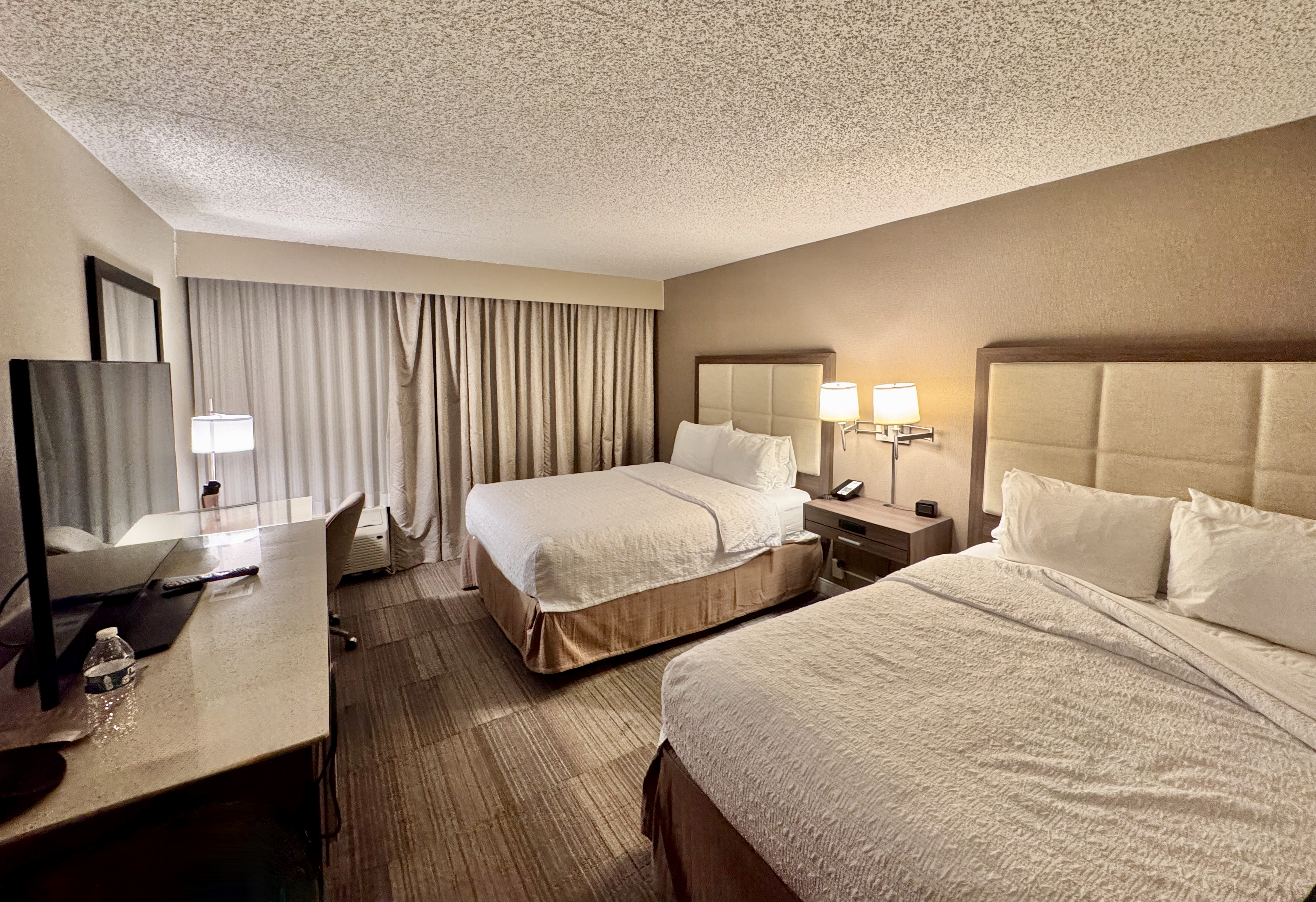
Une chambre d'hôtel d'un Hampton Inn

En mai 2007, la marque a commencé à opérer sous le nom de Hampton by Hilton exclusivement dans ses établissements au Canada et en Amérique latine. En 2009, la première signalétique « Hampton by Hilton » a été mise en place au Royaume-Uni avec l'ouverture du premier établissement européen de la marque. La marque a continué à fonctionner à l'international sous le nom de Hampton by Hilton jusqu'en 2015, date à laquelle Hilton a annoncé que les noms de marque officiels d'Embassy Suites et de Hampton incluraient « by Hilton » dans tous leurs établissements.
En octobre 2014, la marque Hampton by Hilton a été lancée en Chine grâce à un accord de licence avec Plateno Hotels Group. Le premier des 400 hôtels chinois Hampton a ouvert ses portes en 2015. Un accord similaire avec le groupe Wasl Asset Management expandra Hampton by Hilton à Dubaï.